# Franziska Schenk
Franziska Michaela Schenk (ur. 13 marca 1974 w Erfurcie) – niemiecka łyżwiarka szybka, brązowa medalistka olimpijska, wielokrotna medalistka mistrzostw świata i zdobywczyni Pucharu Świata.

## Kariera
Pierwszy sukces w karierze Franziska Schenk osiągnęła w 1993 roku, kiedy zdobyła złoty medal w wieloboju podczas mistrzostw świata juniorów w Baselga di Pinè. W 1994 roku wzięła udział w igrzyskach olimpijskich w Lillehammer i już w swoim pierwszym występie, biegu na 500 m, zdobyła brązowy medal. W zawodach tych wyprzedziły ją jedynie Amerykanka Bonnie Blair i Susan Auch z Kanady. Cztery dni później była czwarta na dystansie 1000 m, przegrywając walkę o podium z Chinką Ye Qiaobo. Trzecie miejsce zajęła także na mistrzostwach świata w wieloboju sprinterskim w Milwaukee w 1995 roku, przegrywając tylko z Bonnie Blair i Rosjanką Oksaną Rawiłową. Wynik ten powtórzyła rok później, podczas mistrzostw świata w Heerenveen, plasując się tym razem za Chris Witty z USA i Norweżką Edel Therese Høiseth. Kolejne trzy medale Schenk wywalczyła w 1997 roku. Najpierw zdobyła brązowe medale w biegach na 500 i 1000 m podczas dystansowych mistrzostw świata w Warszawie, a następnie zwyciężyła na mistrzostwach świata w wieloboju sprinterskim w Hamar. Ostatni medal zdobyła podczas dystansowych mistrzostw świata w Calgary w 1998 roku, gdzie była trzecia w biegu na 1000 m. Lepsze okazały się tylko Chris Witty i Kanadyjka Catriona Le May Doan. W tym samym roku Schenk brała także udział w igrzyskach olimpijskich w Nagano, jednak nie stanęła na podium. W biegu na 500 m była czwarta, przegrywając walkę o brąz z Japonką Tomomi Okazaki, a biegu na 1000 m nie ukończyła. Wielokrotnie stawała na podium zawodów Pucharu Świata, odnosząc przy tym jedenaście zwycięstw. W sezonie 1996/1997 zwyciężyła w klasyfikacji końcowej 1000 m i była druga w klasyfikacji 500 m. W sezonie 1997/1998 była druga w klasyfikacji 1000 m, ulegając tylko Le May Doan.

### Mistrzostwa świata
- Mistrzostwa świata w wieloboju sprinterskim
  - złoto – 1997
  - brąz – 1995, 1996